# 紫叶垂头菊
紫叶垂头菊（学名：Cremanthodium purpureifolium）为菊科垂头菊属的植物。分布于尼泊尔以及中国大陆的西藏等地，生长于海拔3,600米至4,900米的地区，多生长于高山流石滩，目前尚未由人工引种栽培。